# ارسلان‌لی (کوزان)
ارسلان‌لی (به ترکی استانبولی: Arslanlı) یک منطقهٔ مسکونی در ترکیه است که در قوزان (ترکیه) واقع شده‌است.